# Plaxiphora parva
Plaxiphora parva är en blötdjursart som beskrevs av Hugo Frederik Nierstrasz 1906. Plaxiphora parva ingår i släktet Plaxiphora och familjen Mopaliidae. Inga underarter finns listade i Catalogue of Life.